# 白尾緣旗鱂
白尾緣旗鱂，為輻鰭魚綱鱂形目鰕鱂亞目鰕鱂科的其中一種，為熱帶淡水魚，分布於非洲剛果河中部流域，體長可達3.7公分，棲息在溪流底中層水域，生活習性等不明。

## 擴展閱讀
維基物種上的相關：白尾緣旗鱂